# 根岸流 (武術)
根岸流（ねぎしりゅう）とは、幕末に根岸松齢が開いた武術流派。薙刀術と手裏剣術からなる。手裏剣術のみ現存しており、現在は山本流居合術を併伝している。

## 概要
安中藩士・根岸松齢は、藩の荒木流剣術師範・根岸宣徳の子として生まれた。父より荒木流剣術を、海保帆平に北辰一刀流を学んだほか、大島流槍術も極めた。諸手突きを得意としたが、威力が強すぎたため藩主より突き技を禁じられたという。
根岸の師である海保帆平は水戸藩で剣術師範を務めていたが、水戸藩主・徳川斉昭より上遠野流の手裏剣を与えられ、手裏剣術の研究をしていた。海保に与えられた手裏剣は、伊達家（仙台藩主）に嫁いでいた斉昭の娘・孝子が上遠野流の手裏剣を笄として使っていたため、孝子の里帰りの際に水戸藩にもたらされた物という。
海保の道場の塾頭であった根岸は、海保が自得した手裏剣術を伝えられた。これに工夫を加え、手裏剣の形状にも改良を加え、根岸流を開いた。